# Wapen van Morelos
Het wapen van Morelos is het officiële symbool van de Mexicaanse staat Morelos.
Het wapen bestaat enkel uit een schild. Dit schild heeft een brede witte rand tussen twee smalle randen in de kleuren rood en groen; rood, wit en groen zijn de kleuren van de vlag van Mexico.
In de witte rand staat, in zwarte hoofdletters, de tekst La tierra volvera a quenes la trabajan con sus manos ("Het land zal terugkeren naar hen die er met hun handen (op) werken"). Dit is een uitspraak van de uit Morelos afkomstige revolutionair Emiliano Zapata. Ook de onder de witte ster geplaatste kreet Tierra y Libertad ("Land en Vrijheid") is een bekende uitspraak van Zapata; dit was de meest bekende kreet uit de Mexicaanse Revolutie en de slogan van Zapata's Bevrijdingsleger van het Zuiden.
Onder laatstgenoemde kreet is een maïsplant afgebeeld, als symbool van de vruchtbaarheid van het land.
Het wapen staat centraal in de niet-officiële vlag van Morelos.